# 문예로 (포항시)
문예로(Munye-ro)는 대한민국 경상북도 포항시 남구 대도동에서 해도동을 거쳐 연결하는 도로이다.

## 노선 경로
- 삼거리 명칭 미상 - 형산강북로
- 문화예술회관앞 - 희망대로
- 삼거리 명칭 미상 - 상대로
- 사거리 명칭 미상 - 포스코대로
- 삼거리 명칭 미상 - 대해로
- 사거리 명칭 미상 - 중앙로
- 삼거리 명칭 미상 - 희망대로